# Cycloparade féministe de Liège
La Cycloparade féministe de Liège est un rassemblement qui se tient chaque année le 8 mars à Liège depuis 2018 pour célébrer la journée internationale des droits des femmes, à l’initiative du collectif Collectives et ardentes, réunissant plusieurs associations liégeoises soutenant les luttes féministes.
La Cycloparade se déroule en deux temps : un village associatif puis une manifestation à pieds ou avec divers objets roulants (cuistax customisés, vélos, rollers, poussettes, skates). Le village associatif et le cortège réunissent des citoyens et des citoyennes (femmes, hommes et enfants) mais aussi diverses associations. Ce rassemblement veut « dépasser les clivages politiques ».
La Cycloparade emploie le vélo, et par extension tout ce qui roule, comme un symbole d’émancipation des femmes. Le fait de pédaler dans la ville veut représenter la lutte pour « le droit de sortir de chez soi, d’être mobile, d’être présente dans l’espace public » en référence aux violences que subissent les femmes dans la rue dans plusieurs pays du monde(Liban, Egypte,...).

## Historique de la cycloparade
La Cycloparade se déroule chaque année à Liège depuis le 8 mars 2018 :
2018 : La première édition se déroule sans couverture presse et rassemble 400 personnes au slogan « A Liège, osons les droits des femmes! » Le cortège s’élance depuis la Maison de la laïcité, boulevard d’Avroy.
2019 : Pour sa deuxième édition, l’événement rassemble 1700 personnes. La thématique portée par Collectives et Ardentes est l’égalité des femmes et des hommes avec un accent mis sur l’intégrité physique des femmes : « Haut les mains, mon corps c'est le mien ! ». Le départ est donné depuis la gare des Guillemins.,
2020: Pour sa troisième édition, la marche prend son départ place de l’Yser avec un slam inédit de Lisette Lombé (publié par la suite dans son recueil « Brûler, brûler, brûler », L’iconoclaste, 2020) et un happening intitulé « Le cri des sorcières ». La thématique mise en avant est la sororité et la manifestation rassemble environ 1500 personnes,,.
2021: Sans parade pour cause de confinement partiel dû à la pandémie de covid 19, la manifestation prend la forme de petits groupes qui suivent des circuits différents à travers la ville et convergent, pour un rassemblement statique, vers une sculpture monumentale réalisée par un collectif d'artistes sur l’espace Tivoli.  Le slogan est « On ne se laisse pas museler par le covid! »,
2022 : Pour sa cinquième édition, la Cycloparade défend le thème ‘’Ne pas passer inaperçue, se déplacer en toute liberté’’. La parade a lieu en fanfare accompagnée par Tchinisse orchestra et démarre du parc de la Boverie,,.
2023 : La sixième édition a pour thème : « Toustes libres ! » Le départ et l'arrivée ont lieu Place de la cathédrale. La manifestation rassemblent environ 600 personnes malgré la pluie et la neige,.
2024 : Le départ et l'arrivée de la manifestation ont lieu au B3, place des Arts en Outremeuse. La Cycloparade a pour thème les violences économiques subies par les femmes.

## Associations membres deCollectives et ardentes[22],[23]
- Be Cause Toujours (depuis 2018)
- Soralia (ex Femmes prévoyantes socialistes) et leurs écoles de promotion sociale (depuis 2018)
- Selflove Gang : GIféminisme (en 2018)
- ECOLO-J (en 2018)
- Femmes ECOLO Liège (depuis 2018)
- Femmes CSC (depuis 2018)
- Le Bureau des femmes de la FGTB Liège-Huy-Waremme - & l'asbl Promotion et Culture (depuis 2018)
- Planning familial Infor-femmes (depuis 2018)
- La Maison de la Laïcité de Liège (depuis 2018)
- Lire et Ecrire (depuis 2018)
- Vie Féminine (depuis 2018)
- Asbl Ronahi (en 2019)

- Le Conseil des Femmes Francophones de Belgique (depuis 2020)
- Planning familial La Famille Heureuse (depuis 2020)
- Le Centre d'Action Laïque (depuis 2020)
- Le Collectif contre les Violences Familiales et l'Exclusion (depuis 2020)